# Thallumetus pusillus
Thallumetus pusillus is een spinnensoort in de taxonomische indeling van de kaardertjes (Dictynidae).
Het dier behoort tot het geslacht Thallumetus. De wetenschappelijke naam van de soort werd voor het eerst geldig gepubliceerd in 1950 door Arthur Merton Chickering.